# تيزي نآيت بركة (آيت معلا)
تيزي نآيت بركة هو دُوَّار يقع بجماعة سيدي يعقوب، إقليم أزيلال، جهة بني ملال خنيفرة في المملكة المغربية. ينتمي الدوّار لمشيخة آيت معلا التي تضم 21 دوار. يقدر عدد سكانه بـ 314 نسمة حسب الإحصاء الرسمي للسكان والسكنى لسنة 2004.

## روابط خارجية
- البوابة الوطنية للجماعات الترابية نسخة محفوظة 12 مارس 2018 على موقع واي باك مشين.
- المندوبية السامية للتخطيط